# کیکی (فیلم ۱۹۳۲)
کیکی (انگلیسی: Kiki) فیلمی در ژانر موزیکال به کارگردانی کارل لاماچ است که در سال ۱۹۳۲ منتشر شد. از بازیگران آن می‌توان به آنی اوندرا، هرمن تیمیخ و پاول اوتو اشاره کرد.